# Anna Wawrzycka
Anna Wawrzycka (ur. 21 lutego 1983) – polska zapaśniczka, medalistka mistrzostw Europy.
W 2000 zdobyła brązowy medal w mistrzostwach Europy kadetek w wadze do 70 kg.  W następnym roku została wicemistrzynią świata juniorek w wadze do 75 kg, a w 2002 zdobyła brązowy medal mistrzostw Europy juniorek w wadze do 72 kg. W 2004 zdobyła brązowy medal w wadze do 72 kg na mistrzostwach świata juniorek.
Zdobyła brązowy medal w wadze do 72 kg podczas mistrzostw Europy w 2004 w Haparanda. Zajęła 12. miejsce w tej kategorii wagowej na mistrzostwach Europy w 2006 w Moskwie oraz 9. miejsce na mistrzostwach Europy w 2010 w Baku.
Była mistrzynią Polski w wadze do 75 kg w 2015, wicemistrzynią w wadze do 75 kg w 2001 oraz w wadze do 72 kg w 2004, 2009, 2010 i 2011, a także brązową medalistką w wadze do 72 kg w 2003, 2005 i 2022.